# Etomidat
Etomidat (łac. Etomidatum) – organiczny związek chemiczny, lek działający  nasennie i przeciwdrgawkowo, stosowany do znieczulenia ogólnego.  Wpływa silnie hamująco na twór siatkowaty w pniu mózgu. Pod względem chemicznym jest to pochodna imidazolowa.

## Właściwości
Działanie po dożylnym podaniu występuje już po około 1 min i trwa  5-7 min. Może być przedłużony kolejnymi mniejszymi dawkami leku. Działanie etomidatu następuje przez receptory GABA. Powoduje zmniejszony przepływ mózgowy i zmniejszone zapotrzebowanie mózgu na tlen. Nie wywołuje snu ponarkotycznego. Metabolizm jest szybki, lek jest wydalany z moczem.

## Wskazania
Używany do indukcji znieczulenia ogólnego, szczególnie u chorych z chorobami układu krążenia, lub chorych z uczuleniami. Etomidat zmniejsza zużycie tlenu przez mózg i przepływ mózgowy, co jest wykorzystywane u chorych po urazach mózgu i przy operacjach neurochirurgicznych w celu zmniejszenia ciśnienia śródczaszkowego. W dawkach niższych niż stosowanych w anestezjologii powoduje zahamowanie produkcji kortyzolu w ciągu kilku godzin od podania - efekt ten wykorzystywany jest w leczeniu hiperkortyzelonemii. 

## Dawkowanie
Dożylnie w dawkach 0,15-0,3 mg/kg mc. Zalecane jest powolne wstrzykiwanie w ciągu 20-40 sekund do większej żyły.

## Działania niepożądane
Podczas wstrzykiwania może występować ból i ruchy mimowolne. Rzadziej występują nudności, zawroty głowy i drżenia mięśniowe. Dłuższe podawanie powoduje zmniejszenie przepływu krwi przez wątrobę i zwiększenie rozpadu krwinek czerwonych. Może nasilać obniżenie ciśnienia krwi powodowane lekami hipotensyjnymi wskutek zmniejszenia naczyniowego oporu obwodowego.

## Preparaty
- Hypnomidate
- Nalgol